# Orosz László (genetikus)
Orosz László (Sepse, 1943. augusztus 1. –) magyar genetikus, molekuláris biológus, egyetemi tanár, a biológiai tudományok doktora, a Magyar Tudományos Akadémia rendes tagja. Fő kutatási területe a genetikai rekombinációk molekuláris szintű folyamatai, a gének és fehérjemolekulák térszerkezeti és funkcionális jellegzetességei. Másfél évtizeden keresztül, 1974-től 1989-ig volt a Szegedi Tudományegyetem genetikai tanszékének alapító tanszékvezetője.

## Életútja
1961-ben iratkozott be a budapesti Eötvös Loránd Tudományegyetemre, ahol 1966-ban szerezte meg biológia–kémia szakos tanári oklevelét. Még ugyanabban az évben az MTA Genetikai Intézetének munkatársa lett, noha Győrffy Barna mentorálásával ösztöndíjasként már 1964 óta részt vett az intézményben folyó tudományos munkában. 1971-től 1974-ig az MTA Szegedi Biológiai Kutatóközpont genetikai intézetében dolgozott. Időközben, 1973-ban megvédte kandidátusi értekezését, 1973–1974-ben pedig a Leedsi Egyetemen oktatott vendégtanárként. Hazatérését követően, 1974-ben a szegedi József Attila Tudományegyetemen megalapította a genetikai tanszéket, amelynek egyúttal tanszékvezető docense, 1985 után egyetemi tanára is lett. 1981–1982-ben az egyesült államokbeli bethesdai Nemzeti Egészségügyi Intézet vendégkutatója volt. 1983-ban a biológiai tudományok doktora lett.
1989-ben a szegedi tanszék vezetését átadta Maróy Péternek, ő maga pedig tíz éven keresztül, 2001-ig a gödöllői Mezőgazdasági Biotechnológiai Kutatóközpont Molekuláris Genetikai Intézetének igazgatójaként irányította az ott folyó tudományos munkát. Ezzel párhuzamosan 1990-ben a bázeli Biocentrum, 1992–1993-ban pedig ismét a bethesdai kutatóintézet vendégprofesszora volt. 1994-től 2001-ig a Gödöllői Agrártudományi Egyetem – 2000 után Szent István Egyetem – biotechnológiai és molekuláris genetikai tanszékének volt tanszékvezető egyetemi tanára. 2001 óta az Eötvös Loránd Tudományegyetem genetikai tanszékén oktat egyetemi tanárként, az utóbbi években professor emeritusként.

## Munkássága
A klasszikus és a molekuláris genetika látásmódját ötvözi tudományos munkásságában, amelynek homlokterében a géntérképezés, a genetikai rekombinációk molekuláris szintű folyamatai állnak. Magyarországon az elsők között végzett átfogó géntérképezést és genetikai finomtérképezést: már pályája elején, 1966-ban Sík Tiborral közösen feltárták a Rhizobium bakteriofágjának szabályozógénjeit (ezzel egyszersmind a fággenetika hazai úttörői közé is tartozik). Behatóan foglalkozott a genetikai szabályozás és a genetikai jelátviteli útvonalak kérdéskörével. Vizsgálataiban rámutatott a DNS-molekula ún. kereszthídvándorlására (egyfajta crossing over folyamat), feltárta a rekombinálódó DNS-molekulák köztitermékeinek viselkedését. Vizsgálta a gének és biológiai makromolekulák térszerkezeti és funkcionális jellegzetességeit, az operátor DNS és a represszorfehérjék felszínének atomi, molekuláris illeszkedési és szimmetriaproblémáit. Sankar L. Adhyával közös kutatásaik eredményeként leírták a DNS-hurok mechanizmusát. Mindezekkel megvilágította egyes fejlődésgenetikai,  funkcionális genomikai folyamatok hátterét, és hozzájárult a differenciált génszabályozás megalapozásához. A szerv- és szövetfejlődés differenciált genetikai vizsgálata során felállította a Caenorhabditis elegans (egyfajta fonálféreg) és az ecetmuslica genetikai alapmodelljeit, később a csontfejlődés genetikai hátterének feltárásával foglalkozott (pl. a szarvasagancs-fejlődés genetikája). Kutatási eredményeit alkalmazták és alkalmazzák a haszonnövények és -állatok géntérképezéséhez, a növényvédelemben, természetvédelemben, vadgazdálkodásban és humángenetikában alkalmazott biotechnológiai módszerek kifejlesztéséhez.
Több egyetemi jegyzet fűződik a nevéhez, mintegy száz szakcikket és tudományos közleményt jegyez. Jelentősen hozzájárult az integrált klasszikus-molekuláris genetika egyetemi oktatásához.

### Társasági tagságai és elismerései
Tudományos eredményei elismeréseként 2001-ben a Magyar Tudományos Akadémia levelező, 2010-ben rendes tagjává választották. Már ezt megelőzően, 1994-től az Akadémia közgyűlési képviselője volt, később tagja lett a Felsőoktatási Tudományos Tanácsnak, és elnöke az MTA genetikai bizottságának. Emellett részt vesz az állatnemesítési, a molekuláris biológiai, genetikai és sejtbiológiai, valamint a mikrobiológiai akadémiai bizottság munkájában is. 1987-től a Magyar Genetikusok Szövetségének vezetőségi tagja, 1999 után elnöke volt. 1990-től négy éven keresztül az OTKA molekuláris biológiai szakzsűrijének munkáját elnökölte. Az Európai Molekuláris Biológiai Szervezet (EMBO) magyar nemzeti bizottságának titkári tisztét is betöltötte.
1988-ban Akadémiai Díjat kapott, 1998-ban Széchenyi professzori ösztöndíjban részesült. 2024-ben a Magyar Érdemrend tisztikeresztje kitüntetést kapta meg.

## Főbb művei
- Klasszikus és molekuláris genetika. Szerk. Orosz László. Budapest: Akadémiai. 1980.